# The Somberlain
The Somberlain je debitantski album švedskog black metal-sastava Dissection. Diskografska kuća No Fashion Records objavila ga je 3. prosinca 1993. Skupina je posvetila uradak Euronymousu, koji je ubijen u kolovozu iste godine.
Jedini je studijski album grupe na kojem se pojavljuje njezina izvorna postava. Naslovnicu je izradio Kristian 'Necrolord' Wåhlin. Pjesme na albumu napisane su između 1989. i 1993., a snimljene su od 1. do 6. ožujka 1993.

## O albumu
Urednik mrežnog mjesta Deathmetal.org primijetio je da je glazba na albumu slična glazbenom stilu death metal sastava kao što su At the Gates, Sentenced i Necrophobic; dodao je da se Dissection služi tehnikom vezanom za black metal, ali da se priklanja drugačijoj estetici, što je vidljivo iz nedostatka "toka i neshvatljivosti" tipičnih za žanr. Prema mrežnom mjestu No Clean Singing "Dissection je postao poznat tako što je spojio black metal s melodičnim slojem, zbog čega je svaka pjesma postala nezaboravna, a u spoj je ubacio i snažne glazbene vještine te neodoljive tekstove i slike. Utjecaj novog vala britanskog heavy metala sveo je na sviranje ljestvica u molu, pa je tako zadržao tamno i zloslutno ozračje nad glasnim i nasilnim okvirom tehnički složenog black metala."
Kyle Ward iz Sputnikmusica tvrdi da je "Dissection poznat po spajanju složenih, harmoniziranih gitarskih solodionica sa sirovim black metalom"; izjavio je da se "svaka pjesma sastoji od vlastitih melodičnih rifova, ali postoje i pjesme prepune takvih rifova, a vokali su jednako veličanstveni i melodični." Također je istaknuo značajne stilske različitosti između tog albuma i idućeg Dissectionovog albuma Storm of the Light's Bane. Atanamar Sunyata iz Metal Injectiona napisao je da "Dissection crpi nadahnuće iz Bathoryjeva nasljeđa. Međutim, Dissection se za razliku od svojih suvremenika nije zaustavio na atonalnom gnjevu Under the Sign of the Black Marka, nego je slijedio Quorthonove naknadne, veličanstvenije skladbe." Izjavio je da je album "natopljen zlokobnom mijazmom etosa black metala", ali je istaknuo da je skupina "odbacila manje tradicionalnih tropa metala od svojih suvremenika. Albumom upravljaju klasične konstrukcije, a temelj mu je obilati thrash."

## Reizdanja
Nuclear Blast ponovno je objavio album 1997., a isto je 2004. učinio i Black Lodge. Black Lodge 2005. je također objavio 666 primjeraka posebne inačice albuma koja se uz sam album sastojala od drvene kutije, majice i naljepnice. Godine 2006. The End Records još jednom je objavio album, i to u inačici s dvama CD-ima – na prvom se nalazi izvorni album, a na drugom neobjavljene koncertne snimke iz 1995., EP Into Infinite Obscurity iz 1991., demo-uradak iz 1992., demo-uradak The Grief Prophecy iz 1990., snimka probe iz 1990. i snimka probe Satanized iz 1990. Sve je snimke remasterirao Håkan Åkesson, a album je objavljen u zaštitnoj kutiji.

## Popis pjesama
Tekstovi: Jon Nödtveidt. 
| 1.    | »Black Horizons«                                   | Nödtveidt, John Zwetsloot | 8:12 |
| 2.    | »The Somberlain«                                   | Nödtveidt                 | 7:08 |
| 3.    | »Crimson Towers« (instrumentalna skladba)          | Zwetsloot                 | 0:50 |
| 4.    | »A Land Forlorn«                                   | Nödtveidt, Peter Palmdahl | 6:40 |
| 5.    | »Heaven's Damnation«                               | Nödtveidt, Zwetsloot      | 4:42 |
| 6.    | »Frozen«                                           | Nödtveidt                 | 3:48 |
| 7.    | »Into Infinite Obscurity« (instrumentalna skladba) | Zwetsloot                 | 1:06 |
| 8.    | »In the Cold Winds of Nowhere«                     | Nödtveidt, Zwetsloot      | 4:22 |
| 9.    | »The Grief Prophecy / Shadows over a Lost Kingdom« | Nödtveidt, Ole Öhman      | 3:32 |
| 10.   | »Mistress of the Bleeding Sorrow«                  | Nödtveidt, Zwetsloot      | 4:37 |
| 11.   | »Feathers Fell« (instrumentalna skladba)           | Zwetsloot                 | 0:41 |
| 45:38 |                                                    |                           |      |

## Recenzije
Iako je uspjeh idućeg albuma Storm of the Light's Bane nadmašio uspjeh The Somberlaina, glazbeni su kritičari i obožavatelji pozitivno ocijenili album. Blabbermouth je napisao da je nakon objave "dobio pohvale kritičara, a moć i strast na tom izdanju i danas su jednako uočljive"; dodao je da je "instantni klasični album".
Metal Injection nazvao ga je "obaveznim" albumom black metala i izjavio da "puca od pamtljivih, zaraznih glazbenih dijelova. Izvanredne, nezaboravne melodije prekrivaju vijugavu, brzopoteznu dinamiku. Harmonijski dijelovi dviju gitara savršeno su izvedeni u brzinskim valovima." Za naslovnu je skladbu izjavio da predstavlja "jedan od najboljih trenutaka metala" i da "sa sobom donosi transformacijsku transcendenciju popraćenu nasilnim metalom." Kyle Ward u recenziji je albuma za mrežno mjesto Sputnikmusic komentirao je da je "nemilosrdan, veličanstven, melodičan, žestok, tmuran, brutalan, osjećajan i tehnički zahtjevan, sve u isto vrijeme". Također je izjavio da bi "za većinu grupa CD poput tog bio njihovo remek-djelo, ali Dissectionu je to samo još jedan u nizu albuma, da ne kažem debitantski uradak."
Međutim, urednik mrežnog mjesta Deathmetal.org smatra da se zbog trenutaka rocka nalazi izvan "kanona black metala"; izjavio je da The Somberlain uspijeva stvoriti atmosferu, ali "mu ne polazi za rukom pronaći sintezu osjećaja i djela, nešto što su druge inventivne black metal skupine u to doba uspjele postići."

## Zasluge
| Dissection - Jon Nödtveidt – vokali, gitara (električna, akustična) - John Zwetsloot – gitara (električna, akustična, klasična) - Peter Palmdahl – bas-gitara - Ole Öhman – bubnjevi | Dodatni glazbenici - Dan Swanö – vokali (na pjesmi "Black Horizons"); klavijature (na pjesmi "Mistress of the Bleeding Sorrow"); tonska obrada Ostalo osoblje - Necrolord – naslovnica |